# Freeciv
Freeciv — многопользовательская пошаговая стратегическая компьютерная игра, созданная по мотивам серии Сида Мейера Civilization (ближе всего к Civilization II). Создана независимым коллективом разработчиков, и распространяется по свободной лицензии GNU General Public License. Исходный код доступен на сайте игры. Там же — готовые пакеты последней стабильной версии для Windows и Mac OS X, многочисленные неофициальные сборки для различных версий Linux и других операционных систем. Freeciv включена также во многие распространённые дистрибутивы Linux, что сделало её популярной в среде пользователей данной ОС.

## Описание
В начале игры каждый участник становится главой первобытного племени в 4000 г. до н. э. и возглавляет свой народ на протяжении столетий. Игра основана на строительстве городов, в которых, в свою очередь, растёт население, изучаются науки, собираются налоги. В городах, для их дальнейшего развития, необходимо строить различные здания и сооружения, а вокруг них — проводить мелиорацию, строить шахты, дороги и другие элементы инфраструктуры. Также в городах создаются военные отряды, служащие для обороны от агрессоров и ведения наступательных войн.
По прошествии времени открываются новые технологии, которые позволяют воздвигать новые городские строения и развёртывать новые, более мощные отряды. Игроки могут вести войну друг с другом или формировать сложные дипломатические отношения.
Игра заканчивается, когда одна цивилизация уничтожила все другие, или когда один из игроков основал космическую колонию, или по достижении определённого крайнего срока. Если на момент достижения крайнего срока сохранилась более чем одна цивилизация, побеждает игрок с наибольшим числом набранных очков. Очки начисляются за размер цивилизации, её богатства, а также культурные и научные достижения.

## Особенности и возможности
- Выбор наборов правил, позволяющий играть в режиме Civilization, Civilization II, Civilization III (но с боевой механикой CivII), «классической» Freeciv или по другим правилам.
- Большое количество встроенных в дистрибутив и дополнительных карт, а также случайная генерация карты и дополнительный редактор карт для создания собственных ландшафтов.
- Изменение визуального представления карты с помощью наборов четырёхугольных и шестиугольных изометрических (углы плиток справа и слева) и диметрических (стороны плиток справа и слева) графических пакетов (tilesets).
- Несколько уровней сложности при игре с компьютерными участниками, определяемых настройкой искусственного интеллекта — от наилегчайшего до очень сложного.
- Масса разнообразных настроек, существенным образом влияющих на сложность и насыщенность игрового процесса (скорость технологического развития, наличие и год появления управляемых компьютером варваров, минимально допустимое расстояние между городами и многое другое).
- Клиент-серверная архитектура игры.
- Участие до 126 игроков — как людей, так и компьютерных персонажей.
- Игроки могут как находиться на одной физической машине и ходить по очереди, так и соединяться с сервером по сети по протоколу TCP/IP (в том числе — посредством Интернета). В случае сетевой игры обычно все игроки-люди ходят одновременно (с ограничением времени на ход или без). Для поиска в интернете серверов, ожидающих подключения участников игры, поддерживается метасервер.
- Компьютерные игроки могут играть в одной команде с людьми и/или вести дипломатическое общение с ними.
- 54 типа юнитов и 541 нация.
- Поддержка тумана войны.
- Интернационализация.

## История

### Хронология
| Ветка                | Дата выпуска          | Нововведения |
| -------------------- | --------------------- | --- |
| 0.8 OpenCiv          | 1995-04-27            | Первое упоминание на Usenet |
| 0.8 beta             | 1995-11-14            | Ответвление проекта FreeCiv от OpenCiv |
| 1.0—1.0k             | 1996-01-05—1996-08-10 | - Мультиплеер - Искусственный интеллект - Одновременные ходы - Перевод на испанский язык |
| 1.1.4—1.1.6          | не выпускалась        | - Изменяемый параметр вероятности разрушения здания при атаке города. - Открытие ядерной энергии дает +1 к ходу морских юнитов |
| 1.2                  | 1997                  | - Вызов быстрой информации о юните по среднему клику. - Быстрое передвижение юнита по среднему клику на карте - Новый генератор карт с минимальными размерами карты 80×50 |
| 1.3.0—1.3.1          | 1997                  | - Окно помощи при постройках в городах - Добавление правил Civilization 2 - Случайность порядка ходов при игре более 2-х игроков на сервере. - Возможность улучшать юнитов |
| 1.4.0—1.4.6          | 1997                  | - Возможность кика игроков |
| 1.5.0—1.5.4          | 1997-??-??—1998-04-30 | Переход на CVS, начиная с версии 1.5.2 |
| 1.6.0—1.6.4          | 1997-??-??—1998-07-28 | |
| 1.7.0—1.7.2          | 1998-08-06—1998-12-23 | - Новый режим «исследование» у поселенцев |
| 1.8.0—1.8.1          | 1999-04-02—1999-07-08 | - Добавлена звёздная гонка - Добавлено состояние гражданской войны |
| 1.9.0—1.9.7dev1      | 1999-10-19—2000-02-18 | - Интернационализация |
| 1.10.0beta—1.10.7dev | 2000-02-20—2000-06-28 | - Добавлены новые нации: вьетнамская, тайская, дунадан, украинская, литовская, канадская, викинги - Добавлены новые лидеры наций - Добавлены названия городов в соответствии с национальностью - Новые опции шпионажа - Добавлен список заданий для города - Добавлена анимация взрыва, если юнит убит - Добавлена опция для поселенцев/инженеров «Связать 2 точки» - Добавлен набор правил для правительств - Добавлена поддержка мультиклиента, поддерживающего несколько платформ - Добавлена русская локализация |
| 1.11.0—1.11.13dev    | 2000-06-29—2001-08-07 | - Добавлено трансформирование земли в океан и обратно. |
| 1.12.0—1.12.7dev     | 2001-05-19—2002-07-08 | - Интернационализация расширена |
| 1.13.0—1.13.1dev     | 2000-07-20—2002-07-14 | - Менеджер управления гражданами - GTK 2.0 версия клиента. |
| 1.14.0—1.14.99       | 2002-10-06—2003-09-07 | - Обновление генератора карт - Добавление уникальных имен городов |
| 2.0.0—2.0.10         | 2005-04-16—2008-07-07 | - Добавлен скриптовый язык Lua. |
| 2.1.0—2.1.10         | 2007-10-27—2009-11-26 | - Добавлена новая сложность — новичок - Добавлен дипломатический AI |
| 2.2.0-2.2.99dev      | 2007-11-04—2009-09-10 | - Добавлена трансформация юнитов (не путать с улучшением) |
| 2.3.0—2.3.5          | 2011-08-08—2014-02-08 | - Добавлены сценарии - Добавлены слоны и крестоносцы |
| 2.4.0—2.4.4          | 2013-09-14—2014-08-14 | - Добавлен гексагональный вариант карты |
| 2.5.0-2.5.11         | 2015-03-14-2018-03-24 | - Добавлен новый набор правил civ2civ3 - Добавлен новый тип дорог — Маглев. |
| 2.6.0                | 2018-07-22            | - Сильно изменён набор правил civ2civ3 (например, запрещено покупать технологии без предшествующих) - Добавлена возможность подсчёта очков культуры и культурный вариант победы - Возможное число игроков увеличено до 150 (160 с варварами) - Первая версия графического редактора наборов правил |
| 3.0.0                | 2022-02-18            | - civ2civ3 стал набором правил по умолчанию, также по умолчанию используются гексагональные карты - включён научно-фантастический набор правил Alien World - возможны наборы правил, где прогресс конкретной технологии сохраняется при смене исследования - возможность значительного числа игровых действий контролируется набором правил |

## Совместимость
Freeciv отличается крайне низкими системными требованиями, в частности, потому, что не имеет «продвинутой» графики со спецэффектами. Она может быть запущена на любом компьютере, который поддерживает работу с графическими операционными системами. Изначально разработанная на рабочей станции SGI под управлением IRIX, Freeciv была портирована на SunOS 4, Solaris, Ultrix, QNX, Linux, FreeBSD, OpenBSD, NetBSD, BeOS, Mac OS X, OS/2, Windows 95, Windows 98, Windows 2000, Windows XP, Amiga, и, вероятно, другие операционные системы. Игра переведена на многие языки, включая русский. Сама игра представлена примером в книге Эрика Реймонда «Искусство Unix-программирования».

## Применение искусственного интеллекта
Собственный искусственный интеллект в игре присутствует (задействуется в однопользовательской игре, при распаде государства из-за гражданской войны и др.), однако его код плохо комментирован, а связь с первоначальным разработчиком потеряна, что осложняет улучшение известных недостатков его алгоритмов и разработку новых версий.
В 2016 году сотрудники немецкой компании Arago, разрабатывающие коммерческий искусственный интеллект HIRO, решили применить этот интеллект для игры во Freeciv. Игра привлекла их прежде всего уровнем сложности (числом возможных в ходе игры позиций), значительно более высоким, чем в шахматах и го — порядка 1015000 против 10120 и 10761; кроме того, в игре присутствует неполная информация и элемент случайности. Для успешной игры требовалось комбинировать простое машинное обучение с машинным рассуждением — попытками системы понять, что именно приводит к успеху или неуспеху; HIRO игнорирует массу ненужных действий и концентрируется на помогающих победить. Для составления базы данных интеллект тренировали люди, демонстрируя и поясняя ей примеры лучших способов игры; систему научили понимать такие слова, как «поле» и «город». В итоге ИИ HIRO смог стать непобедимым для встроенного ИИ и победить 80 % игроков-людей

## Варианты
Клиент-серверная архитектура игры позволяет изменять клиент и сервер независимо, пока они пользуются совместимыми протоколами. Поскольку исходный код игры доступен для модифицирования, возникло несколько распространённых вариантов:
- «Основная» ветвь, обычно поставляемая с различными сборками ОС Linux или в виде пакетов MSI для Windows. Версии с совместимыми протоколами и форматами файлов имеют общие два первых числа номера, на апрель 2021 г. последний зафиксированный вариант протокола имеет номер 3.0 (сама игра находится в стадии бета-релиза). Содержит один вариант сервера и несколько клиентов (на библиотеках Qt, SDL и ряде версий Gtk), а также библиотеку переводов строк (Gettext), несколько стандартных наборов правил и графики и ряд утилит, позволяющих устанавливать или модифицировать дополнения.
- Warciv — неактивный проект с некоторыми особенностями клиента (warclient) и сервера (warserver), частично влившийся в основную ветку на версии 2.1. Был ориентирован на быстрые (несколько минут на ход) партии по сети.
- Longturn — сообщество многопользовательских игр по сети, где ход обычно длится 23 часа (чтобы поставить игроков из разных часовых поясов в равные условия). Сервер несколько отличается от основной ветки (например, шансы дипломата для кражи технологии и для прочих операций могут настраиваться независимо), но совместим со стандартными клиентами.
- Freeciv-Web — вариант для игры через браузер (посредством эмуляции клиента Qt). Сервер игры постоянно обновляется, файлы правил содержат много недоступных в других ветках настроек. На сайте предлагается также игра по почте (ходы по очереди с передачей друг другу файла сохранения). Существуют экспериментальные сервера, позволяющие подключаться к текущей игре как из клиента (версии 3.0), так и через браузер.
- Freeciv21 — проект «Freeciv XXI века», где основная часть исходного кода портирована на C++.